# Montel Jackson

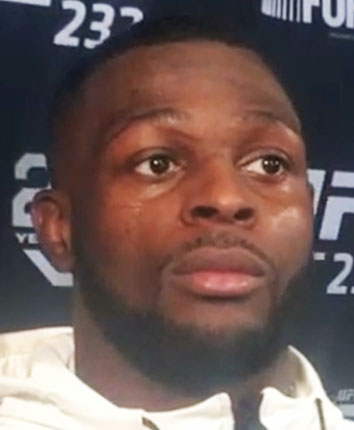
Montel Jackson

Montel Jackson (Milwaukee, 24 de abril de 1992) é um lutador profissional de artes marciais mistas americano, que atualmente compete pelo UFC na categoria dos galos.

## Início
Jackson começou a treinar wrestling no ensino médio para fugir da vida nas ruas, já que a maioria de seus amigos terminaram presos ou mortos. Com bons resultados no wreslting, Jackson estabeleceu como obejivo competir nas olimpíadas; entretanto, ele decidiu parar para cuidar de seus avós doentes e recusou a oportunidade de se tornar um wrestler universitário.
Um de seus amigos, Devondrick Bankston, estava se preparando para uma luta contra Raufeon Stots, e pediu a Jackson para ajudá-lo nas aulas de wrestling na academia Red Schafer MMA. Na academia, ele conheceu Gato, um porto-riquenho que o convenceu a participar de um torneio de jiu-jitsu, mesmo sem ter noção do esporte. Eventualmente, Jackson desistiu de seu sonho olímpico e fez a transição para o MMA.

## Carreira no MMA

### Dana White's Contender Series
Jackson enfrentou Rico DiSciullo em 12 de junho de 2018 no Dana White's Contender Series: Season 2. Ele venceu por nocaute técnico no terceiro round.

### Ultimate Fighting Championship
Dois meses após a vitória sobre DiSciullo, Jackson fez sua estreia no UFC aceitando uma luta contra Ricky Simon com 11 dias de antecedência, substituindo Benito Lopez, em 4 de agosto de 2018 no UFC 227: Dillashaw vs. Garbrandt 2. Ele perdeu por decisão unânime.
Jackson enfrentou Brian Kelleher em 29 de dezembro de 2018 no UFC 232: Jones vs. Gustafsson II. Jackson venceu por finalização no primeiro round.
Jackson enfrentou Andre Soukhamthath 13 de Abril de 2019 no UFC 236: Holloway vs. Poirier 2. Ele venceu a luta por decisão unânime.
Jackso enfrentou Felipe Colares em 25 de janeiro de 2020 no UFC Fight Night: Blaydes vs. dos Santos. Ele venceu por decisão unânime.

## Cartel no MMA
| Cartel no MMA   |             |            |
| 12 lutas        | 10 vitórias | 2 derrotas |
| Por nocaute     | 6           | 0          |
| Por finalização | 1           | 0          |
| Por decisão     | 3           | 2          |

| Res.    | Cartel | Oponente           | Método                               | Evento                                      | Data       | Round | Tempo | Local                      | Notas                     |
| ------- | ------ | ------------------ | ------------------------------------ | ------------------------------------------- | ---------- | ----- | ----- | -------------------------- | ------------------------- |
| Vitória | 10-2   | Jesse Strader      | Nocaute técnico (socos)              | UFC on ESPN: Brunson vs. Holland            | 20/03/2021 | 1     | 1:58  | Las Vegas, Nevada          |                           |
| Derrota | 9-2    | Brett Johns        | Decisão (unânime)                    | UFC Fight Night: Figueiredo vs. Benavidez 2 | 18/07/2020 | 3     | 5:00  | Abu Dhabi                  |                           |
| Vitória | 9–1    | Felipe Colares     | Decisão (unânime)                    | UFC Fight Night: Blaydes vs. dos Santos     | 25/01/2020 | 3     | 5:00  | Raleigh, Carolina do Norte |                           |
| Vitória | 8–1    | Andre Soukhamthath | Decisão (unânime)                    | UFC 236: Holloway vs. Poirier 2             | 13/04/2019 | 3     | 5:00  | Atlanta, Geórgia           |                           |
| Vitória | 7–1    | Brian Kelleher     | Finalização (estrangulamento d’arce) | UFC 232: Jones vs. Gustafsson II            | 29/12/2018 | 1     | 1:40  | Inglewood, California      | Jackson não bateu o peso. |
| Derrota | 6–1    | Ricky Simon        | Decisão (unânime)                    | UFC 227: Dillashaw vs. Garbrandt 2          | 04/08/2018 | 3     | 5:00  | Los Angeles, California    |                           |
| Vitória | 6–0    | Rico DiSciullo     | Nocaute técnico (joelhada e socos)   | Dana White's Contender Series 9             | 12/06/2018 | 3     | 2:15  | Las Vegas, Nevada          |                           |
| Vitória | 5–0    | Daron McCant       | Nocaute (cotoveladas)                | Driller Promotions: A-Town Throwdown 13     | 10/03/2018 | 1     | 0:57  | Austin, Minnesota          |                           |
| Vitória | 4–0    | Jesse Wannemacher  | Nocaute técnico (interrupção médica) | Driller Promotions: No Mercy 7              | 07/02/2018 | 2     | 3:16  | Mahnomen, Minnesota        |                           |
| Vitória | 3–0    | Terrence Almond    | Decisão (unânime)                    | KOTC - Mercenaries 2                        | 13/01/2018 | 3     | 5:00  | Sloan, Iowa                | Estreia nos Galos.        |
| Vitória | 2–0    | Sean Huffman       | Nocaute técnico (socos)              | Pure FC: Pure Fight Night 1                 | 11/08/2017 | 1     | 1:08  | Milwaukee, Wisconsin       | Estreia nos Leves.        |
| Vitória | 1–0    | Josh Wiseman       | Nocaute técnico (socos)              | Pure FC 7                                   | 24/06/2017 | 1     | 1:144 | Milwaukee, Wisconsin       | Estreia nos Penas.        |